# Quận Grays Harbor, Washington
Quận Grays Harbor là một quận thuộc tiểu bang Washington, Hoa Kỳ.
Quận này được đặt tên theo. Theo điều tra dân số của Cục điều tra dân số Hoa Kỳ năm 2000, quận có dân số người, dân số năm 2009 là 71.797 người. Quận lỵ đóng ở Montesano.

## Địa lý
Theo Cục điều tra dân số Hoa Kỳ, quận có diện tích 5760 km2, trong đó có 798 km2 là diện tích mặt nước.